# 일본의 전통 음악
이 문서는 일본의 전통 음악을 설명하고 있다.
음악은 지금도 그 가가쿠(雅樂)에 도가쿠(唐樂)와 고마가쿠(高麗樂)가 있듯이 한국 음악과 깊은 관계를 가지고 있다. 그뿐만 아니라 일본어가 중국어보다 한국어에 가까운 까닭에 그런 말이 붙여진 음악이 어떤 점에서 한국 음악과 같은 점을 가졌는지 흥미있는 문제이다. 외래음악이 일본에 들어오기 전에는 일본의 간토(關東)지방에서 출토된 토우(土偶)가 가진 5현악기에 의하여 일본 고유의 악기로 와곤(和琴)이 있었다고 한다. 외래음악의 최초의 기록은 5세기에 신라의 악인(樂人)과 악기가 일본으로 갔다는 것이다. 그 후 서기 554년에는 백제의 악인 4명이 교체되어 일본에서 백제로 돌아왔다는 기록이 있다. 그리고 (三國樂)의 최초의 기록이 보인다. 고구려의 음악과 백제의 음악은 요코부에(橫笛)·마쿠모(莫目)·군코를 썼고, 신라의 음악은 시라기고토(新羅琴, 한국의 가야금)를 썼다. 삼국의 음악 이외에 중국의 기악(伎樂)이 백제 사람 미마지(味摩之)에 의하여 612년에 일본에 전해졌다. 이 가면 무용음악의 악보는 10세기의 적보(笛譜)에 보인다. 도오가쿠(唐樂)의 최초의 기록은 702년이지만, 그 이전 701년에 가가쿠료(雅樂寮)가 설치되어 삼국악과 당악이 가르쳐진 것 같다. 752년 도다이사(東大寺)의 대불(大佛) 개안식(開眼式)에 사용되었던 악기가 나라(奈良)의 쇼소인(正倉院)에 보존되어 있으며, 8세기에 덴표비와후(天平琵琶譜)와 842년의 고겐후(五絃譜)가 전해 내려오고 있다. 9세기에 이르러 고구려·백제·신라의 음악을 합하여 고마가쿠 또는 우방악(右方樂)이라 부르고, 도가쿠는 일명 좌방악(左方樂)이라고 불러 지금과 같은 제도로 되었다.

## 일본 음악의 종류

### 가가쿠
길고 느린 노래와 춤 같은 몸동작이 특징.

### 사이바라
사이바라(催馬樂)는 가가쿠(雅樂) 이외의 관현 반주의 노래이다. 사이바라라는 명칭이 859년에 처음으로 <산다이지쓰로쿠(三代實錄)>에 기록되었고 헤이안(平安) 중기에는 궁정음악으로 성립되었으며, 리쓰(律)의 노래와 료(呂)의 노래로 나눈 사이바라후(催馬樂譜)가 찬정(撰定)되었는데, 그 후 폐창되었다가 1626년부터 고악보에 의해 재생되었다. 고도뵤오시(五度拍子)와 산도뵤오시(三度拍子)의 독자적인 것이 있다.

### 비와가쿠

#### 헤이쿄쿠
헤이쿄쿠(平曲)는 헤이케 가문(平家家門)의 영화와 몰락을 비와에 맞추어 음악적으로 읊는 것이다. 이것은 200장구(章句)로 되어 있는데, 그것은 각각 몇 개의 단락으로 되었다. 그리고 그 단락은 몇 개의 대선율형(大旋律型)으로 불리는데, 그 선율형에는 23종이 있다고 한다. 아게우타(上歌)·사게우타(下歌)·구도키(口說)는 쇼묘오(聲明)·노오가쿠(能樂)·헤이쿄쿠(平曲)에서 다같이 쓰이는 용어인데, 그 용어로써도 세 가지 음악의 상호 영향관계를 짐작할 수 있다. 헤이쿄쿠에서는 소리와 비와가 동시에 결합되지 않고 소리와 소리 사이에 비와가 나온다.

#### 사쓰마비와
사쓰마비와에는 정파(正派)와 긴신류우(錦心流)가 있는데, 이 두 파에서는 노래와 노래 사이에 비와를 넣고, 노래하면서 비와를 타지는 않는다. 그러나 니시키(錦) 비와에서는 노래하면서 비와를 탄다. 노래 부분은 중요한 구절을 장식음으로 늘여서 청중의 갈채를 받는다. 비와는 구즈레(崩), 즉 낮은음과 높은음을 번갈아 바쁘게 타서 전쟁의 정경 묘사에 쓰기도 하고, 긴가와리(吟替)라 하여 노래에 따라서 비와가 애조(哀調)를 띤 선율을 타기도 한다.

#### 지쿠젠비와
지쿠젠비와는 말로 하는 부분인 지(地)와 소리로 하는 부분인 후시(節)로 되었는데, 말하는 부분에서는 악기의 반주는 없고 구절 끝에 간단한 비와의 음을 넣는다. 노래하는 부분은 악기의 반주로 구(句)와 구 사이에는 간주(間奏－合の手)가 들어간다. 지쿠젠비와에서 가장 특색있는 부분은 반주있는 노래 부분이다.

### 샤미센 음악
샤미센 음악(三味線音樂)은 일본의 고유 악기인 샤미센(三味線)을 사용하여 연주하는 음악의 총칭이다. 가타리모노(語物－말을 섞어 하는 것)와 우타이모노(唄物－노래)로 갈라져 발달하였는데, 먼저 것의 대표적인 것이 기다유(義太夫)이다.

#### 기다유
기다유(義太夫)는 샤미센을 반주로 사용하는 음악인 조루리의 한 유파(流派)이다. 다케모토 기다유(竹本義太夫, 1651-1714)가 창시했던 것인데, 오사카(大阪)에서 유명한 지카마쓰몬자에몬(近松門左衛門)의 각본을 얻어 그것을 인형극(人形劇)으로 연출하여 환영을 받았던 것이다. 그래서 기다유 이전의 조루리를 고조루리라 불러 새 기다유와 구별하였다. 기다유가 조루리 중에서 대표적인 가타리모노라는 뜻은 그것이 기요모토(淸元) 같은 조루리와 비교하면 소리보다 말이 많다는 것이다. 그래서 기다유를 악보로 기록할 수 없게 된 것이다.

#### 나가우타
나가우타(長唄)는 샤미센을 반주로 하는 우타이모노(唄物) 음악의 일종이다. 오사카에서 기다유가 생겨나서 인형극에 쓰인 것처럼 도쿄(東京)에서는 나가우타(長唄)가 생겨 가부키(歌舞伎)에 전속되었다. 인형극에서 말 못하는 인형을 대신하여 기다유가 말을 많이 하는 것과 반대로, 나가우타는 가부키에서 말은 배우에게 맡기고 주로 노래를 담당하였다. 나가우타의 연혁을 살펴보면, 처음에는 가부키에 짧은 노래가 쓰였다가 긴 춤에는 부족하여 긴 음악이 생기게 되었다. 나가우타의 특색은 모든 소형(小形)을 흡수 종합한 점이다. 그 예로는 나가우타에 나오는 오자쓰마라는 부분인데, 그 짧은 선율형은 오자쓰마부시에서 따온 것들이다. 이런 선율형들이 각각 쓰이는 데가 따로 있어서, 예를 들면 마침꼴(終止形)에 쓰이는 선율형 또는 레치타티보에 쓰이는 선율형 등이 있어서, 그런 약속만 알면 음악을 감상하는 데 도움이 된다. 나가우타는 노오가쿠에 쓰이는 적(笛)과 북들을 갖다 쓰고, 여기에 샤미센과 노래를 합쳐서 관현 반주의 노래가 된다. 노오가쿠에서처럼 다이코의 리듬은 샤미센과 그 이외의 북의 리듬과 맞지 않고, 적(笛)의 선율도 샤미센의 그것과 딴판이어서 일종의 긴장감을 준다.
나가우타는 가부키의 무용형식에 따라서 다음 여섯 부분으로 구분된다.
⑴ 오키 ― 주인공이 나오기 전에 무대의 분위기를 조성하는 것으로, 대개 레치타티보같이 노래된다.
⑵ 미치유키(道行) ― 주인공이 하나미치(花道)로 나올 때 악기의 간주(間奏)가 있다. 간주를 아이노데라고 한다.
⑶ 구도키(口說) ― 심경을 호소하는 부분으로서 북들을 쓰지 않는다.
⑷ 오도리지(踊地) ― 다이코를 메고 춤을 춘다.
⑸ 지라시 ― 일정한 형식이 없고, 템포가 점점 빨라져서 종말이 가까워 오는 것을 느낀다.
⑹ 단키레(段切) ― 종결로서 악기가 다 동원되고, 춤은 최후의 포즈(미에)를 취한다.
위에서 말한 구조는 일정하지 않고, 그저 기본적인 것이어서 부분적으로 변한다.
나가우타의 가사는 이야기 전부가 아니고, 어느 유명한 이야기에서 따온 일부분이거나 자연의 풍경을 노래한 것이어서 그 가사는 몰라도 음악을 감상하는 데는 무관할 정도이다. 이와 같이 나가우타는 기다유와 달라 노래 위주이기 때문에 가부키에서 독립하여 연주회용으로 노래되기도 한다.

### 소오쿄쿠
소오쿄쿠(筆曲)는 소오를 주요 악기로 하는 음악을 총칭한다. 성악곡과 기악곡으로 크게 나눌 수 있다. 먼저 것을 구미우타(組歌)라 하고 나중의 것을 시라베모노(調物)라고 한다. 구미우타는 보통 소오쿄쿠의 조종(祖宗)으로 중요시되며, 시라베모노의 대표적인 것은 로쿠단(六段)이다. 소오쿄쿠에는 야쓰하시류(八橋流)·이쿠다류(生田流)·야마다류(山田流) 등 여러 유파가 있다. 소오쿄쿠의 고악보는 긴쿄쿠쇼(琴曲抄, 1694)·긴쿄쿠다이이쇼(琴曲大意抄, 1779)·긴쿄쿠시후(琴曲指譜, 1772) 같은 것인데, 이 악보들은 고토(箏)의 악보뿐, 노래의 악보는 기입하지 않았다.

#### 야쓰하시류
야쓰하시 겐쿄(八橋檢校, 1613-1683)는 쓰쿠시류의 소오쿄쿠를 배웠다가 그것이 어렵다고 생각하여, 그것을 통속화하여 근대 소오쿄쿠를 창시하였다. 그는 쓰쿠시고토의 조현법을 버리고 속악(俗樂)의 인센포(陰旋法)에 맞게 히라조시(平調子)와 구모이조시(雲井調子)의 두 가지 조현법을 새로 썼다.

#### 이쿠타류
이쿠타 겐코(生田檢校, 1655-1715)는 교토에서 새로운 유파인 이쿠타류를 세웠는데, 그는 소오쿄쿠를 좀 더 통속화시키기 위하여 당시 유행하였던 샤미센의 형식 지우타(地唄)를 받아들여 소오와 샤미센으로 지우타를 연주하였는데 그것은 재래의 구미우타(租歌)에 비하여 노래에 간주곡(間奏曲)을 새로 넣어 성악보다 기악을 주로 하였다.

#### 야마다류
에도(江戶)의 야마다 겐코(山田檢校, 1757-1817)는 야마다류를 새로 세웠는데, 그는 샤미센의 음악 가도오부시 등을 따다 소오(箏)음악으로 만들었는데, 야마다류는 이쿠타류에 비하여 기악보다 성악에 치중한 편이다. 그 대표적인 곡은 에노시마노쿄쿠(江鳥曲)다.

### 구미우타
구미우타(組歌)는 독립한 몇 수(首)의 노래를 모은 것인데, 그 노래 1수를 1단(段)이라고 부르며 4구로 되어 있고 128박으로 되어 있다. 위의 예에서 가사의 1구(句)는 상구(上句)와 하구(下句)로 되었는데, 그 상구와 하구는 각각 16박 1프레이즈에 해당한다.

### 로쿠단
로쿠단(六段)은 6단으로 되었는데, 각 단은 104박으로 되었고, 특히 첫단에는 간도(換頭)라는 일종의 전탄(前彈) 4박을 첫머리에 붙인다. 속도는 서(序)·파(破)·급(急)의 순서로 빨라지고, 끝에서 천천히 그친다.

### 지우타
지우타(地唄)란 구미우타(성악)와 시라베모노(기악)를 합친 것 같은 것이다. 이것을 또 데고토모노(手事物)라고도 부르는데, 그 까닭은 간주(間奏)인 데고토(手事)를 노래와 노래 사이에 쓰기 때문이다. 가장 간단한 것은 마에우타(前唄)·데고토(手事－間奏曲)·아토우타(後唄)형식이고, 더 복잡해지면 마에비키(前彈)·마에우타·데고토·아토우타·아토비키(後彈)같이 된다. 보통 지우타는 고토(箏)·샤미센·샤쿠하치(尺八)로 합주하는데, 고토가 주선율(主旋律)을 연주하고 샤미센과 샤쿠하치는 거기에 장식음을 더 넣는다. 그 대표적인 곡은 지도리노쿄쿠(千鳥曲)이다.

### 샤쿠하치 음악
사쿠하치 음악(尺八音樂)은 일종의 관악기인 샤쿠하치(尺八)를 사용하는 일본음악 전반을 가리킨다. 근대의 형태라는 에도 초기(17세기 초엽)에 낭인(浪人)들로 조직된 후케소오(普化宗)의 무리들이 교토의 메이안사(明音寺)를 본거지로 삼고 샤쿠하치를 불며 시주(施主)를 받았다. 이들의 음악을 메이안류(明音流)라고 하고, 에도 중기에 에도에서 명수(名手) 구로자와킨코(黑尺琴古)가 나와 긴코류(琴古流)를 개시하였고, 그 후 메이지(明治)시대인 1896년에 오사카의 나카오 도산(中尾都山)이 도산류(都山流)를 열어 이 도산류와 긴코류 두 유파가 지금까지 전국에 퍼져 있다. 샤쿠하치음악은 첫째 고곡(古曲)인 혼쿄쿠(本曲)와 둘째 가이쿄쿠(外曲), 신쿄쿠(新曲)의 세 종류로 분류된다.

#### 혼쿄쿠
혼쿄쿠(本曲)의 중요한 것으로는 초대(初代) 킨코(琴古)에서부터 전해오는 무카이치레이보·쿄쿠우레이보(虛空鈴慕)·신노쿄레이(眞虛鈴) 같은 것이다. 이 곡은 인센포(陰) 선법(旋法)으로 되었다.

#### 시카노토오네
시카노토오네(鹿遠音)는 혼쿄쿠와 같이 고곡(古曲)의 하나로 연주되는 샤쿠하치 이중주곡이다. 이것은 한쌍의 사슴이 서로 짝을 부르는 것을 그린 것으로, 2개의 샤쿠하치가 다른 곡을 각각 불면서 점점 하나로 되게 만든다.

#### 가이쿄쿠
가이쿄쿠(外曲)는 유명한 샤미센 곡에서 따온 것, 또는 지우타에서 고토(箏)와 합주하는 것이다. 고토와 합주하는 경우에는 고토가 주선율을 타고 샤쿠하치는 거기에 장식을 가하는 것이어서, 샤쿠하치의 독립된 형식이라고는 볼 수 없다.

#### 신쿄쿠
신쿄쿠(新曲)는 그 범위가 넓어서, 샤쿠하치를 많이 써서 합주를 한다든지 서양형식을 써서 새로운 곡을 만든다든지 한다.

## 같이 보기
- 일본의 악기